# Dzieci Lira
Oidheadh Clainne Lir, Clann Lir lub Leannaí Lir, czyli Tragedia dzieci Lira lub Dzieci Lira (ang. tytuł The Tragedy of the Children of Lir lub Children of Lir) – jedna z największych opowieści irlandzkich z Cyklu Mitologicznego.
Interpretowana jako alegoria zniewolenia narodu irlandzkiego podczas wielowiekowej okupacji angielskiej oraz jako zapowiedź i symbol oczekiwanego i doczekanego wyzwolenia. Współczesne użycie elementów tej legendy np. w sztuce ma często znaczenie patriotyczne.

## Nawiązania w kulturze
- Do opowieści nawiązuje historyczna powieść fantasy Córka lasu[2].